# Левенгаупт, Августа
Графиня Августа Левенгаупт (швед. Augusta Lewenhaupt, полное имя Edla Lovisa Carolina Augusta Lewenhaupt, урождённая Wirsén; 1851—1939) — шведская дворянка, придворная дама, обергофмейстерина.

## Биография
Родилась 31 октября 1851 года в Стокгольме в семье майора графа Карла Эмиля Вирсена (Carl Emil Wirsén) и его жены Эббы Ловисы де Гир аф Леуфста (Ebba Lovisa De Geer af Leufsta).

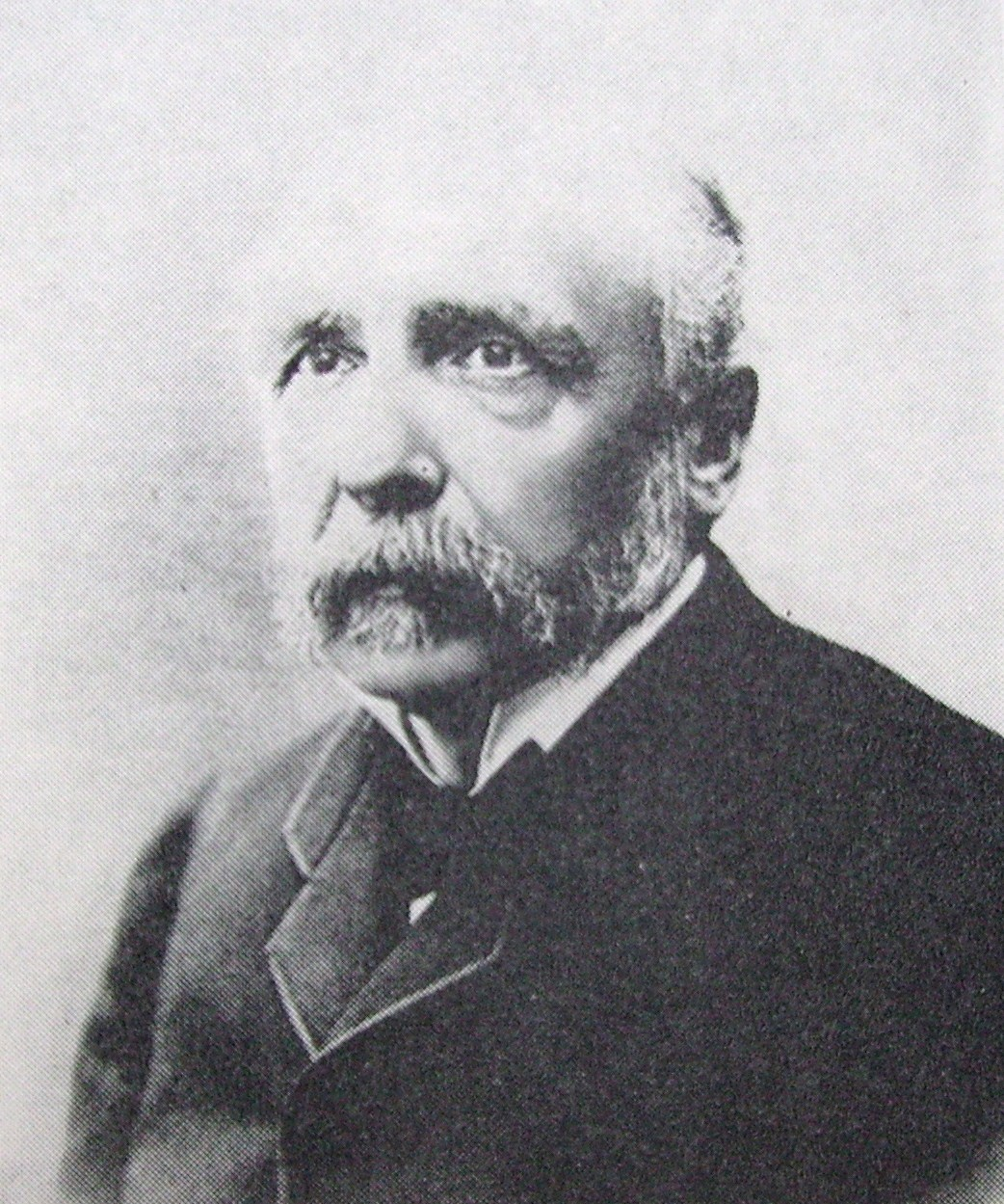
Карл Левенгаупт

В 1874 году Августа Левенгаупт вышла замуж за министра иностранных дел Швеции графа Карла Левенгаупта. Она сопровождала мужа в поездках в Париж и Лондон. Современниками характеризовалась как остроумная и талантливая дама.
В 1908 году Августа была назначена обергофмейстериной королевы Виктории Баденской, которая считала её опытной, независимой и хорошо осведомленной в вопросах этики женщины и относилась к Августе с уважением. Августа Левенгаупт проработала в этой должности по 1938 год, после чего жила в особняке Stubbarp прихода Бруннби в лене Сконе.
Умерла 23 февраля 1939 года в приходе Бруннби, лен Сконе.
Была удостоена мемориальной шведской награды Konung Gustaf V:s jubileumsminnestecken med anledning av 70-årsdagen (1928) и испанской награды — ордена Королевы Марии Луизы (1908).